# Powiat Hódmezővásárhely
Powiat Hódmezővásárhely (węg. Hódmezővásárhelyi járás) – jeden z siedmiu powiatów komitatu Csongrád na Węgrzech. Siedzibą władz jest miasto Hódmezővásárhely.

## Miejscowości powiatu Hódmezővásárhely
- Hódmezővásárhely
- Mártély
- Mindszent
- Székkutas